# 联合国安全理事会第1691号决议
联合国安理会1691号决议是2006年6月22日在联合国安全理事会第5473次会议上通过的。这个决议是关于蒙特內哥羅加入联合国局势的。会议由丹麦代表主持，安理会的15个国家全部投了赞成票。
决议审查了蒙特內哥羅的申请，决定建议联合国大会接纳蒙特內哥羅为联合国成员。

## 相关决议
- 联合国安理会1599号决议
- 联合国安理会1677号决议